# Ruth Stevens
Ruth Astrid Frideborg Stevens, omgift Roeck Hansen, född Nilsson 21 mars 1903 i Norrköping, död 27 mars 1989 i Engelbrekts församling i Stockholm, var en svensk skådespelare.

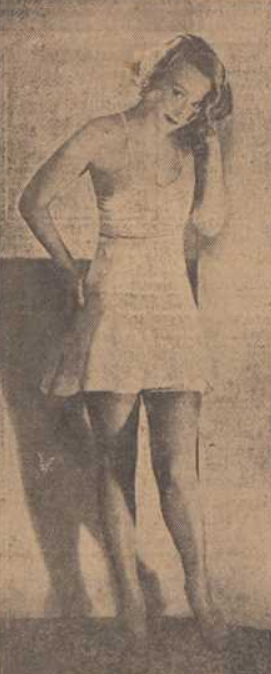
Ruth Stevens som Flämmchen i Grand Hotel på Vasateatern 1933.

## Biografi
Stevens inledde sin verksamhet vid teatern hos Ernst Rolf 1927. Hon engagerades av Gösta Ekman vid Vasateatern 1932–1937. Hon filmdebuterade 1931 i Ivar Johanssons Skepparkärlek och kom att medverka i nästan 20 film- och TV-produktioner. 
Hon var gift första gången 1928–1933 med skådespelaren Gösta Stevens och andra gången 1946 med teaterchefen Harry Roeck-Hansen. I samband med sitt andra äktenskap lämnade hon teatern, men hon gjorde på äldre dagar några enstaka roller på film och i TV.
Stevens är begravd på Norra kyrkogården utanför Stockholm.

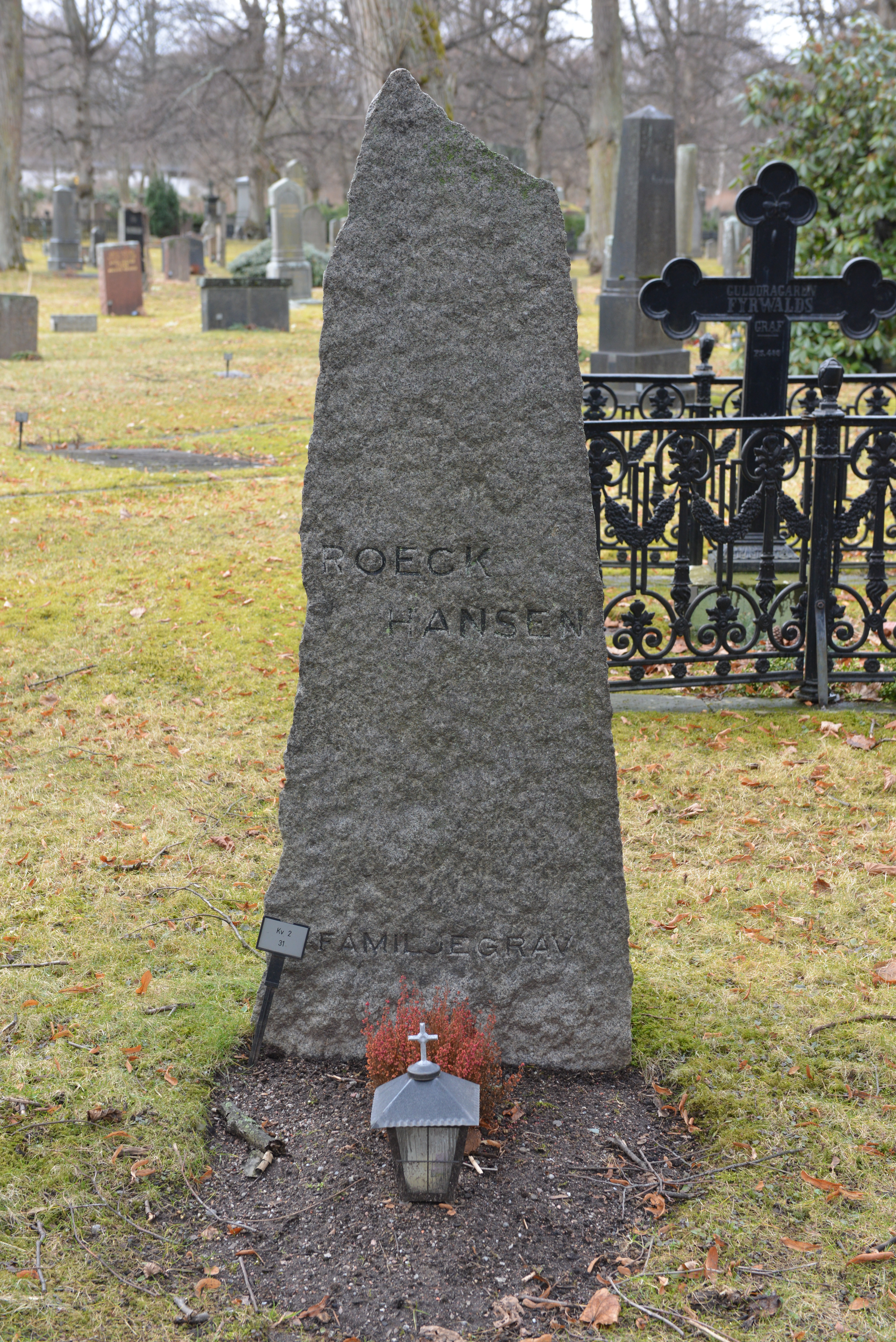
Roeck-Hansens familjegrav på norra kyrkogården.

## Filmografi i urval
- 1931 – Skepparkärlek
- 1932 – Kärlek och kassabrist
- 1932 – Svarta rosor
- 1932 – Pojkarna på Storholmen
- 1933 – Hustru för en dag
- 1933 – Farmors revolution
- 1933 – Giftasvuxna döttrar
- 1933 – Kära släkten
- 1934 – En bröllopsnatt på Stjärnehov
- 1935 – Flickornas Alfred
- 1936 – Han, hon och pengarna
- 1937 – Häxnatten
- 1937 – En flicka kommer till sta'n
- 1937 – En sjöman går iland
- 1938 – Pengar från skyn
- 1938 – Karriär
- 1939 – Cirkus
- 1941 – Tänk, om jag gifter mig med prästen
- 1942 – Vårat gäng
- 1942 – En sjöman i frack
- 1942 – En trallande jänta
- 1942 – Gula kliniken
- 1979 – Linus eller Tegelhusets hemlighet
- 1982 – Skulden (TV-serie)
- 1987 – En film om kärlek
- 1989 – Kyrkkaffe (kortfilm)

## Teater

### Roller (ej komplett)
| År   | Roll           | Produktion                                          | Regi               | Teater         |
| ---- | -------------- | --------------------------------------------------- | ------------------ | -------------- |
| 1933 | Flämmchen      | Grand Hotel Vicki Baum                              | Gösta Ekman        | Vasateatern    |
| 1933 |                | I de bästa familjer Anita Hart och Maurice Braddell | Gösta Ekman        | Vasateatern    |
| 1934 | Gertie         | Strumpebandet Avery Hopwood                         | Harry Roeck-Hansen | Blancheteatern |
| 1934 | Miss Hooper    | London City John van Druten                         | Gunnar Olsson      | Vasateatern    |
| 1934 | Syster Jamison | Män i vitt Sidney Kingsley                          | Per Lindberg       | Vasateatern    |
| 1935 | Emma           | Karriär-karriär Gábor Drégely                       | Gösta Ekman        | Vasateatern    |
| 1935 | Sascha         | Fedja eller Det levande liket Lev Tolstoj           | Per Lindberg       | Vasateatern    |
| 1935 | Loulou         | Sådana tider Édouard Bourdet                        | Per Lindberg       | Vasateatern    |
| 1935 | Sella          | Noak André Obey                                     | Per Lindberg       | Vasateatern    |
| 1935 | Lucy Webster   | Kamratäktenskap Michael Egan                        | Per Lindberg       | Vasateatern    |
| 1935 | Nerissa        | Köpmannen i Venedig William Shakespeare             | Per Lindberg       | Vasateatern    |
| 1936 | Ingeborg       | Peter Peter Curt Goetz                              | Gösta Ekman        | Vasateatern    |
| 1936 | Blanche        | Gröna hissen Avery Hopwood                          | Gösta Ekman        | Vasateatern    |
| 1937 | Daisy          | Doktor Clitterhouse Barré Lyndon                    | Gösta Ekman        | Vasateatern    |
| 1952 | Georgie Elgin  | Come back Clifford Odets                            | Harry Roeck-Hansen | Blancheteatern |
| 1954 | Fru Linde      | Ett dockhem Henrik Ibsen                            | Harry Roeck-Hansen | Blancheteatern |

## Radioteater

### Roller
| År   | Roll | Produktion                                                  | Regi           |
| ---- | ---- | ----------------------------------------------------------- | -------------- |
| 1940 | Ida  | När nämndemansmoras Ida skulle bortgiftas Nanna Wallensteen | Carl Barcklind |